# Inés Echeverría Bello

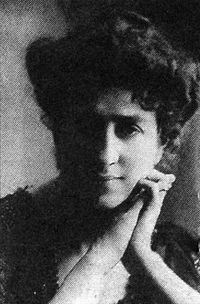
Inés Echeverría de Larraín (1925)

Inés Echeverría de Larraín (* 22. Dezember 1868 in Santiago de Chile; † 13. Januar 1949) war eine chilenische Schriftstellerin. Sie war Urenkelin von Andrés Bello.
Echeverría stammte aus einer angesehenen chilenischen Familie. In ihren Werken schrieb sie gegen die konservativen Vorstellungen über die Rolle der Frau an, die in ihrer sozialen Schicht vorherrschten. Sie veröffentlichte dabei hauptsächlich unter zwei Pseudonymen: Inés Bello und Rainbow.

## Werke
- Hacia el Oriente, Zig-Zag, Santiago: Zig-Zag, 1905–1964. 59 v. n°60
- Emociones teatrales, Santiago: Imprenta Barcelona, 1910.
- Hojas caídas. Santiago: Imprenta Universitaria, 1910.
- Entre deux mondes. París: Bernard Grasset, editeur, 1914.
- La Hora de queda. Santiago: Imprenta Universitaria, 1918.
- Cuando mi tierra nació. Santiago: Nascimento, 1930.
- Nuestra raza: a la memoria de Andrés Bello: su 4ª generación. Santiago: Universitaria, 1930.
- Alessandri: evocaciones y resonancias. Santiago: Empresa Letras, 1932?.
- Por él. Santiago: Imprenta Universitaria, 1934.
- Entre dos siglos. Santiago: Eds. Ercilla, 1937.
- Cuando mi tierra era niña. Santiago: Nascimento, 1942.
- Cuando mi tierra fue moza. Santiago: Nascimento, 1943.
- Au-delà--: poéme de la doleur et de la mort: fragments d'un journal de la mort. Santiago: Imprenta La Sudamericana, 1948
- Fue el enviado: no lo olvidemos. Santiago: Nascimento, 1950